# Kroatien beim Junior Eurovision Song Contest
Teilnehmende Rundfunkanstalt

Erste Teilnahme
2003
Anzahl der Teilnahmen
6 (Stand 2025)
Höchste Platzierung
1 (2003)
Höchste Punktzahl
134 (2003)
Niedrigste Punktzahl
13 (2014)
Punkteschnitt (seit erstem Beitrag)
71,80 (Stand 2014)
Punkteschnitt pro abstimmendem Land im 12-Punkte-System
4,12 (Stand 2014)
Dieser Artikel befasst sich mit der Geschichte Kroatiens als Teilnehmer am Junior Eurovision Song Contest.

## Vorentscheide
Von 2003 bis 2006 fand jeweils eine Vorentscheidung statt. Der Beitrag und Interpret für 2014 wurden intern ausgewählt.

## Teilnahme am Wettbewerb
Kroatien ist der erste Gewinner des Junior Eurovision Song Contests mit Dino Jelusić. Auf der anderen Seite erreichte seine Schwester Lorena 2005 nur Platz 12. Nach dem 3. Platz 2004 und einem 10. Platz 2006 zog man sich ab 2007 aus dem Wettbewerb zurück. 2014 kehrte man nach siebenjähriger Pause zum JESC zurück, wurde jedoch Letzter mit 13 Punkten, davon zwölf von der EBU selbst. Mit eigentlich einem Punkt (aus San Marino) ist der kroatische Beitrag 2014 der am schlechtesten bewertete Beitrag in der Geschichte des Junior Eurovision Song Contests. Deshalb sagte Kroatien auch für 2015 seine Teilnahme ab.
Am 16. April 2025 wurde bekannt, dass Kroatien zum Wettbewerb zurückkehren wird.

## Liste der Beiträge
| Jahr      | Interpret                | Titel (Musik / Text)                  | Sprache                  | Übersetzung               | Platz Teilnehmer (gesamt) | Punkte                   |
| --------- | ------------------------ | ------------------------------------- | ------------------------ | ------------------------- | ------------------------- | ------------------------ |
| 2003      | Dino Jelusić             | Ti si moja prva ljubav (Dino Jelusić) | Kroatisch                | Du bist meine erste Liebe | 1 / 16                    | 134                      |
| 2004      | Nika Turković            | Hej mali (Nika Turković)              | Kroatisch                | Hey, Kleine               | 3 / 18                    | 126                      |
| 2005      | Lorena Jelusić           | Rock Baby (Lorena Jelusić)            | Kroatisch                | -                         | 12 / 16                   | 36                       |
| 2006      | Mateo Đido               | Lea (Mateo Đido)                      | Kroatisch                | -                         | 10 / 15                   | 50                       |
| 2007-2013 | Auf Teilnahme verzichtet | Auf Teilnahme verzichtet              | Auf Teilnahme verzichtet | Auf Teilnahme verzichtet  | Auf Teilnahme verzichtet  | Auf Teilnahme verzichtet |
| 2014      | Josie                    | Game Over (Josephine Ida Zec)         | Kroatisch, Englisch      | Spiel ist aus             | 16 / 16                   | 13                       |
| 2015-2024 | Auf Teilnahme verzichtet | Auf Teilnahme verzichtet              | Auf Teilnahme verzichtet | Auf Teilnahme verzichtet  | Auf Teilnahme verzichtet  | Auf Teilnahme verzichtet |
| 2025      | Marino Vrgoč             |                                       |                          |                           |                           |                          |

## Punktevergabe
Folgende Länder erhielten die meisten Punkte von oder vergaben die meisten Punkte an Kroatien:
| Die meisten vergebenen Punkte | Die meisten vergebenen Punkte | Die meisten vergebenen Punkte |
| Platz                         | Land                          | Punkte                        |
| ----------------------------- | ----------------------------- | ----------------------------- |
| 1                             | Belarus                       | 30                            |
| 2                             | Spanien                       | 28                            |
| 3                             | Griechenland                  | 22                            |
| 3                             | Nordmazedonien                | 22                            |
| 5                             | Belgien                       | 19                            |

| Die meisten erhaltenen Punkte | Die meisten erhaltenen Punkte | Die meisten erhaltenen Punkte |
| Platz                         | Land                          | Punkte                        |
| ----------------------------- | ----------------------------- | ----------------------------- |
| 1                             | Nordmazedonien                | 44                            |
| 2                             | Niederlande                   | 26                            |
| 3                             | Norwegen                      | 25                            |
| 3                             | Schweden                      | 25                            |
| 5                             | Rumänien                      | 19                            |
| 5                             | Belarus                       | 19                            |

Stand: 2014